# Extrazelluläre Matrix
Die extrazelluläre Matrix (Extrazellularmatrix, Interzellularsubstanz, EZM; englisch extracellular matrix, ECM) ist der Gewebeanteil (vor allem im Bindegewebe), der zwischen den Zellen im sogenannten Interzellularraum liegt. Die extrazelluläre Matrix setzt sich aus diversen Komponenten zusammen, die in zwei große Gruppen eingeteilt werden: Grundsubstanz und Fasern. Das Verhältnis der Grundsubstanz zum Faseranteil schwankt je nach Lokalisation ebenso wie der Anteil der extrazellulären Matrix am Gewebe insgesamt, bedingt durch dessen jeweilige Funktion.
Bei Pflanzenzellen spricht man nicht von einer extrazellulären Matrix, auch wenn bei diesen ebenfalls ein substanzerfüllter Interzellularraum vorliegt.

## Grundsätzliches
Zunächst schrieb man – vereinfacht gesehen – den Hauptkomponenten der extrazellulären Matrix lediglich eine Funktion als „Leim“ (daraus Kollagen) oder als gewebeinterner Wasserspeicher (Mucopolysaccharide, Proteoglykane) zu. Die EZM umfasst nach heutiger Sicht die Gesamtheit der Makromoleküle, die sich außerhalb der Plasmamembran von Zellen in Geweben und Organen befinden. So dient die EZM – oberflächlich betrachtet – primär als eine Fixierungsmöglichkeit für die in ihr eingebetteten Zellen aller Gewebetiere. Zwischen Zellen und EZM herrscht aber stets eine wechselseitige Interaktion. Die EZM ist nicht statisch, sondern muss auf molekularer Ebene als im Fließgleichgewicht verstanden werden. Die Komponenten der EZM werden von Zellen synthetisiert und sezerniert, teilweise erst extrazellulär über weitere Bindungen fixiert und schließlich extrazellulär oder nach Endozytose intrazellulär abgebaut. Darüber hinaus wird durch die Bindung an bestimmte Komponenten der EZM durch Zellrezeptoren die Expression von Genen in den Zellen reguliert. Zelladhäsion, Zellmigration, Zellproliferation sowie der Aufbau, Umbau und Abbau von Gewebe resultieren damit ebenso aus der wechselseitigen Beeinflussung, die EZM und Zellen widerfährt. So können z. B. Moleküle, die als strukturgebende Proteine vorliegen, unter anderen Bedingungen Botenstoffe darstellen. Im Rahmen der Gordon-Konferenz für Proteoglykane von 1998 wurde eine treffende Charakterisierung dieser Eigenschaften von
EZM-Komponenten geprägt. Sie wurden als demiurg (nach Platon: der Weltbaumeister handelt selbst in und durch den logos) bezeichnet.

## Funktionen
Makroskopische Beispiele sind die mineralisierte Matrix des Knochens, die druckelastische Substanz des Knorpels oder die straffen Fasern der Sehnen; mikroskopisch ist die EZM im gesamten Körper allgegenwärtig, fast jedes Gewebe wird durch EZM zusammengehalten, so ist zum Beispiel jede Muskelfaser oder jede Fettzelle von retikulären Fasern umsponnen, das Epithel auf jeder Körperoberfläche sitzt auf einer Basallamina, die auch Teil der EZM ist.
Aus den Eigenschaften der EZM resultieren unter anderem folgende Funktionen oder Wechselwirkungen in verschiedenen Geweben und Organen:
- Formgebung von Geweben und Organen
- Wassergehalt der Gewebe
- Elastizität der Gewebe
- Zugfestigkeit und Stabilität der Knochen, Sehnen und Bänder
- Zytokinreservoir
- Signaltransduktion in Geweben
- Verankerung und Polaritätsvorgabe für Zellen
- Beeinflussung von Wundheilungsprozessen
- Filterleistung der Niere aufgrund ihrer speziellen Basalmembranen

## Umbau
Der Abbau und Umbau der EZM geschieht vornehmlich durch Matrix-Metalloproteinasen (MMP), von denen bislang über 20 identifiziert wurden. Diese zinkhaltigen Enzyme werden entweder in die EZM durch entsprechende Zellen sezerniert oder befinden sich an den Zellmembranen (MT-MMP, membrane type MMP), wobei das katalytische Zentrum des Enzyms in den extrazellulären Raum ragt. Diese Enzyme können als zunächst inaktive Präkursor vorliegen, die mittels Abspaltung eines Peptides in das aktive Enzym umgewandelt werden (Zymogenaktivierung). Verschiedene MMPs haben hierbei auch eine unterschiedliche Substratspezifität. Die MMPs besitzen vielfältige biologische Bedeutungen, so ist zum Beispiel bekannt, dass Tumorgewebe, die MMP-2, MMP-9 und MMP-14 sezernieren, besonders zur Metastasierung neigen, da die exprimierten MMPs den Abbau von Basalmembranen und den Aufbau tumoreigener Blutgefäße unterstützen.
Korrespondierend zu den MMPs existieren Gewebeinhibitoren der Metalloproteinasen (engl. „Tissue Inhibitors of Metalloproteinases“, TIMP). Diese Proteine hemmen die Aktivität der MMPs sterisch durch spezifische Bindung an deren katalytische Zentren. Dadurch kann der Ab- und Umbau des Gewebes durch MMPs moduliert werden. Bislang sind vier verschiedene TIMPs bekannt. Sie werden als lösliche Proteine in die EZM durch entsprechende Zellen sezerniert. TIMP-3 bildet hier eine Ausnahme. Dieses Protein wird in der EZM vornehmlich an Heparansulfat-Proteoglykane gebunden und dauerhaft in der EZM sequestriert (z. B. in der Bruch-Membran des Auges).

## Bestandteile
Die EZM besteht aus faserigen Bestandteilen (Fasern) und Flüssigkeit mit den darin gelösten Substanzen (Grundsubstanz). Den mengenmäßig größten Anteil stellen dabei, neben Wasser, verschiedene Glykoproteine und Polysaccharide. Daneben kommen Nährstoffe (z. B. Aminosäuren, Glukose), Gewebshormone sowie Elektrolyte vor.
Die vorherrschende Proteinfamilie ist die der Kollagene, die verschiedene Arten von Fasern bilden und in fast jedem Gewebe vorhanden sind. Alle Fasern des Bindegewebes der extrazellulären Matrix werden von Fibroblasten produziert. Elastische Fasern werden aus den Proteinen Fibrillin und Elastin gebildet. Zudem gibt es eine große Vielfalt an Adhäsionsmatrixproteinen, die die Zellen mit der EZM verbinden.
Die zweite große Gruppe stellen die Kohlenhydrate dar, und zwar besonders Glykosaminoglykane, langkettige Polysaccharide ganz bestimmter Einzelbausteine. Die Glykosaminoglykane assoziieren sich mit Proteinen und bilden noch größere Makromoleküle, die Proteoglykane. Aus der Vielfalt und den Interaktionen von Proteinen, Glykosaminoglykanen und Proteoglykanen ergeben sich die Eigenschaften der EZM.
Speziell im Knochen enthält die EZM anorganische Bestandteile, die Hydroxylapatitkristalle, die dem Knochen seine Druckfestigkeit verleihen.

### Fasern

#### Familie der Kollagene
40 verschiedene Proteine aus der Proteinfamilie der Kollagene sind bekannt.
Sie lassen sich nach der Art unterscheiden, wie sie sich untereinander oder mit anderen Komponenten assoziieren. In der folgenden Zusammenstellung sind einige Mitglieder der Kollagenfamilie aufgeführt. Die Kollagene I bis IV sind weit verbreitet, die aus ihnen gebildeten Strukturen werden weiter unten besprochen. Die Kollagentypen I, II, III, V und XI sind zur Fibrillenbildung fähig (fibrilläre Kollagene).
Fibrilläre Kollagene:
Kollagene des Typs I, II, III, V und XI
Netzbildende Kollagene:
Kollagene des Typs IV (Basalmembran!), VIII und X
Fibrillenassoziierte Kollagene (FACIT):
Kollagene des Typs IX, XII und XIV
Perlenschnurartige Kollagene:
Kollagen Typ VI
Verankerungsfibrillen:
Kollagen Typ VII
Kollagene mit Transmembrandomänen:
Kollagene des Typs XIII und XVII
Dabei ist die Nomenklatur in einem Punkt missverständlich: Nur die Fasern aus Kollagen I bezeichnet man als Kollagenfasern; andere Strukturen, z. B. retikuläre Fasern, sind zwar auch aus einem Protein aus der Familie der Kollagene aufgebaut (in diesem Beispiel Kollagen III), werden aber nicht als Kollagenfasern bezeichnet. Kollagen IV bildet zusammen mit den Lamininen, Entactin und dem Proteoglykan Perlecan Basalmembranen.

#### Kollagenfasern
Kollagenfasern verleihen dem Gewebe Zugfestigkeit. Die 2–20 µm dicken Fasern bestehen aus Kollagenfibrillen (Durchmesser 15–130 nm), die wiederum aus Molekülen des Kollagen I aufgebaut sind. Jedes Molekül besteht aus drei α-Peptidketten. Die Kollagenfibrillen werden im rauen Endoplasmatischen Retikulum gefertigt und über den Golgi-Apparat exozytiert. In der Extrazellulären Matrix trennen Enzyme Propeptide von den Fibrillen ab. Anschließend lagern sich die kurzen Fibrillen um 1/4 der Länge nach versetzet seitlich aneinander und bilden kovalente Quervernetzungen aus. Diese Quervernetzung ermöglicht die Zugfestigkeit der lichtmikroskopisch sichtbaren Fasern.
Die Kollagenfasern sind in ihrer Längsrichtung zugfest, sie lassen sich so gut wie nicht dehnen. Jedes entsprechend auf Zug beanspruchte Bindegewebe enthält Kollagenfasern, die in Richtung der Belastung ausgerichtet sind. Kollagenfasern sind Zugfest und verlänger sich bei einer Zugkraft praktisch nicht. Ist ein Gewebe in jede Richtung beansprucht, liegen die Fasern geflechtartig vor (Dermis, Sklera, Kornea, Muskelfaszien, Dura mater, Stratum fibrosum der Gelenkkapseln), bei Beanspruchung in nur eine Richtung sind die Fasern parallel ausgerichtet (besonders Sehnen, Bänder), und auch im Knochen und im Dentin (Zahnbein) sorgen Kollagenfasern für die Zugfestigkeit (Glasknochenkrankheit!).

#### Retikuläre Fasern
Retikuläre Fasern bestehen aus dünnen Bündeln (1 µm) aus Fibrillen eines Kollagens, das dünnere Fibrillen als das Kollagen I bildet, nämlich das Kollagen III. Diese Bündel bilden mikroskopische Netze oder Gitter. Durch ihre Funktion als flächiges Netz sind sie Bestandteil der Basalmembran. Sie erzeugen ein Stützkorsett mit kurzer Dehnbarkeit um Epithelzellenverbände. Kapillaren, Fettzellen etc. In ihrer weiteren Funktion als räumliches Netz kommen die Fasern auch im retikulären Bindegewebe vor.
Retikuläre Fasern sind nur mit Spezialfärbungen darstellbar, dazu zählt Versilberung und die PAS-Färbung. Die typische Anfärbbarkeit beruht vor allem auf den verbundenen Glykoproteinen, z. B. Firbonektin.

#### Elastische Fasern
Elastische Fasern besitzen eine außerordentliche Eigenschaft, nämlich reversible Dehnbarkeit (elastische Rückstellkraft). Sie sind aus Mikrofibrillen des Proteins Fibrillin und einer amorphen Substanz aus dem Protein Elastin aufgebaut. Eine Faser hat ungefähr einen Durchmesser von 2 µm. Elastische Fasern können sich bereits bei moderatem Zug auf das bis zu 2,5fache ihrer Länge dehnen. Sie sind meistens mit Kollagenfasern vergesellschaftet, um nicht selbst überdehnt zu werden und umgekehrt, um die Kollagenfasern wieder in die ursprüngliche wellige Lage zurückzubringen.
Speziell kommen elastische Fasern dort vor, wo reversible Dehnbarkeit erforderlich ist, dazu zählen Lunge, große Arterien, die Haut, Ligg. flava, elastischer Knorpel etc.

### Grundsubstanz
Die Grundsubstanz ist der ungeformte Teil der extrazellulären Matrix. Sie füllt den im histologischen Schnittbild leer erscheinenden Raum zwischen den Fasern aus. Sie ist sehr heterogen zusammengesetzt.

#### Glykosaminoglykane und Proteoglykane
Glykosaminoglykane (GAGs), langkettige Polysaccharide aus Disaccharideinheiten bestimmter Zucker, sind in der EZM in großen Mengen vorhanden. Hierbei sind zu nennen: Hyaluronsäure, Heparansulfat, Dermatansulfat, Chondroitinsulfat und Keratansulfat. Bis auf die Hyaluronsäure sind alle GAGs an Proteine gebunden und bilden so Proteoglykane. Besonders im Knorpel wird die Rolle von Proteoglykanen und GAGs für die Fähigkeiten der EZM deutlich. Sie können viel Wasser binden und sind so für die Eigenschaften der jeweiligen EZM wichtig. Proteoglykane haben einen maßgeblichen Einfluss auf die Selbstassemblierung der Kollagene (Fibrillogenese). Darüber hinaus vermitteln Proteoglykane oft die Wechselwirkungen zwischen anderen Matrixproteinen. Letztlich bleibt anzumerken, dass die Proteoglykane auch Botenstoffe und andere Proteine verschiedener Funktionalität (z. B. TGF-Beta, TIMP-3 etc.) in der EZM und der perizellulären Matrix binden können. Damit üben sie einen großen Einfluss auf das Verhalten von Zellen aus und sind involviert in Aufbau, Abbau und Umbau von Geweben (z. B. Wundheilung, Angiogenese, Arteriosklerose, Fibrose, Disseminierung von Tumorzellen bei Metastasenbildung etc.).

#### Adhäsionsproteine
So gut wie alle Zellen besitzen Rezeptoren, mit der sie mit der EZM in Kontakt treten. Oft werden dabei verschiedene Adhäsionsproteine, Adapterproteine oder andere adhäsive Proteine benutzt, die selbst Bestandteil der EZM sind und zum einen mit anderen Bestandteilen der Matrix, zum anderen mit den Zellrezeptoren interagieren.
Es handelt sich dabei um eine große Vielfalt an Glykoproteinen, als Beispiel sei die Proteinfamilie der Laminine genannt, als weitere bekannte Beispiele die Glykoproteine Vitronektin und Fibronektin.
Häufig verwendete Rezeptoren, die für die Zelladhäsion von großer Bedeutung sind, stellen die Integrine dar. Hierbei erkennen bei den meisten Integrinen alpha- und beta-Untereinheiten des Integrins gemeinsam eine entsprechende Aminosäure-Bindungssequenz im Proteinanteil der EZM-Komponenten. Wohl die bekannteste Erkennungssequenz die auf Matrixproteinen durch die Integrine zur Zellbindung genutzt wird, ist die RGD-Sequenz (Arginin-Glycin-Aspartat). Darüber hinaus ist eine Vielzahl von Zellbindungssequenzen in der EZM identifiziert worden. Ebenso konnten auch diverse Alpha- und Beta-Integrine, die weitere spezifische Zellbindungen an EZM-Komponenten vermitteln, beschrieben werden.